# Världsmästerskapen i keirin
Världsmästerskapen i keirin avhålls av UCI årligen av UCI som en del av Världsmästerskapen i bancykling – för herrar sedan 1980 och för damer sedan 2002.
Flest titlar på herrsidan har Chris Hoy med fyra, medan Anna Meares och Kristina Vogel kommit upp i tre var på damsidan.

## Podieplaceringar

### Herrar – professionella/elit
| År   | Vinnare           | Tvåa                    | Trea                              |
| 1980 | Danny Clark       | Daniel Morelon          | Niels Fredborg                    |
| 1981 | Danny Clark       | Guido Bontempi          | Chiyoshi Kubo                     |
| 1982 | Gordon Singleton  | Danny Clark             | Tetsu Kitamura                    |
| 1983 | Urs Freuler       | Danny Clark             | Gibby Hatton                      |
| 1984 | Robert Dill-Bundi | Ottavio Dazzan          | Urs Freuler                       |
| 1985 | Urs Freuler       | Ottavio Dazzan          | Masamitsu Takizawa Dieter Giebken |
| 1986 | Michel Vaarten    | Dieter Giebken          | Urs Freuler                       |
| 1987 | Harumi Honda      | Claudio Golinelli       | Urs Freuler                       |
| 1988 | Claudio Golinelli | Ottavio Dazzan          | Michel Vaarten                    |
| 1989 | Claudio Golinelli | Patrick da Rocha        | Masatoshi Sako                    |
| 1990 | Michael Hübner    | Michel Vaarten          | Claudio Golinelli                 |
| 1991 | Michael Hübner    | Claudio Golinelli       | Fabrice Colas                     |
| 1992 | Michael Hübner    | Stephen Pate            | Frédéric Magné                    |
| 1993 | Gary Neiwand      | Marty Nothstein         | Toshimasa Yoshioka                |
| 1994 | Marty Nothstein   | Michael Hübner          | Federico Paris                    |
| 1995 | Frédéric Magné    | Michael Hübner          | Federico Paris                    |
| 1996 | Marty Nothstein   | Gary Neiwand            | Frédéric Magné                    |
| 1997 | Frédéric Magné    | Jean-Pierre van Zyl     | Marty Nothstein                   |
| 1998 | Jens Fiedler      | Ainars Kiksis           | Laurent Gané                      |
| 1999 | Jens Fiedler      | Anthony Peden           | Frédéric Magné                    |
| 2000 | Frédéric Magné    | Jens Fiedler            | Pavel Buran                       |
| 2001 | Ryan Bayley       | Laurent Gané            | Jens Fiedler                      |
| 2002 | Jobie Dajka       | José Antonio Villanueva | René Wolff                        |

| År   | Vinnare           | Tvåa                  | Trea               |
| 2003 | Laurent Gané      | Jobie Dajka           | Barry Forde        |
| 2004 | Jamie Staff       | José Antonio Escuredo | René Wolff         |
| 2005 | Teun Mulder       | Barry Forde           | Shane Kelly        |
| 2006 | Theo Bos          | José Antonio Escuredo | Arnaud Tournant    |
| 2007 | Chris Hoy         | Theo Bos              | Ross Edgar         |
| 2008 | Chris Hoy         | Teun Mulder           | Christos Volikakis |
| 2009 | Maximilian Levy   | François Pervis       | Teun Mulder        |
| 2010 | Chris Hoy         | Azizulhasni Awang     | Maximilian Levy    |
| 2011 | Shane Perkins     | Chris Hoy             | Teun Mulder        |
| 2012 | Chris Hoy         | Maximilian Levy       | Jason Kenny        |
| 2013 | Jason Kenny       | Maximilian Levy       | Matthijs Büchli    |
| 2014 | François Pervis   | Fabián Puerta         | Matthijs Büchli    |
| 2015 | François Pervis   | Edward Dawkins        | Azizulhasni Awang  |
| 2016 | Joachim Eilers    | Edward Dawkins        | Azizulhasni Awang  |
| 2017 | Azizulhasni Awang | Fabián Puerta         | Tomáš Bábek        |
| 2018 | Fabián Puerta     | Tomoyuki Kawabata     | Maximilian Levy    |
| 2019 | Matthijs Büchli   | Yudai Nitta           | Stefan Bötticher   |
| 2020 | Harrie Lavreysen  | Yuta Wakimoto         | Azizulhasni Awang  |
| 2021 | Harrie Lavreysen  | Jeffrey Hoogland      | Mikhail Yakovlev   |
| 2022 | Harrie Lavreysen  | Jeffrey Hoogland      | Kevin Quintero     |
| 2023 | Kevin Quintero    | Matthew Richardson    | Shinji Nakano      |
| 2024 | Kento Yamasaki    | Mikhail Yakovlev      | Kevin Quintero     |

### Damer
| År   | Vinnare               | Tvåa                | Trea             |
| 2002 | Li Na                 | Clara Sanchez       | Rosealee Hubbard |
| 2003 | Svetlana Hrankovskaja | Anna Meares         | Oksana Grisjina  |
| 2004 | Clara Sanchez         | Elisa Frisoni       | Jennie Reed      |
| 2005 | Clara Sanchez         | Elisa Frisoni       | Yvonne Hijgenaar |
| 2006 | Christin Muche        | Clara Sanchez       | Guo Shuang       |
| 2007 | Victoria Pendleton    | Guo Shuang          | Anna Meares      |
| 2008 | Jennie Reed           | Victoria Pendleton  | Christin Muche   |
| 2009 | Guo Shuang            | Clara Sanchez       | Willy Kanis      |
| 2010 | Simona Krupeckaitė    | Victoria Pendleton  | Olga Panarina    |
| 2011 | Anna Meares           | Olga Panarina       | Clara Sanchez    |
| 2012 | Anna Meares           | Jekaterina Gnidenko | Kristina Vogel   |
| 2013 | Rebecca James         | Gong Jinjie         | Lisandra Guerra  |

| År   | Vinnare          | Tvåa                | Trea                 |
| 2014 | Kristina Vogel   | Anna Meares         | Rebecca James        |
| 2015 | Anna Meares      | Shanne Braspennincx | Lisandra Guerra      |
| 2016 | Kristina Vogel   | Anna Meares         | Rebecca James        |
| 2017 | Kristina Vogel   | Martha Bayona       | Nicky Degrendele     |
| 2018 | Nicky Degrendele | Lee Wai Sze         | Simona Krupeckaitė   |
| 2019 | Lee Wai Sze      | Kaarle McCulloch    | Daria Shmeleva       |
| 2020 | Emma Hinze       | Lee Hye-jin         | Stephanie Morton     |
| 2021 | Lea Friedrich    | Mina Sato           | Jana Tysjtjenko      |
| 2022 | Lea Friedrich    | Mina Sato           | Steffie van der Peet |
| 2023 | Ellesse Andrews  | Martha Bayona       | Lea Friedrich        |
| 2024 | Mina Sato        | Hetty van de Wouw   | Katy Marchant        |